# Mastaba

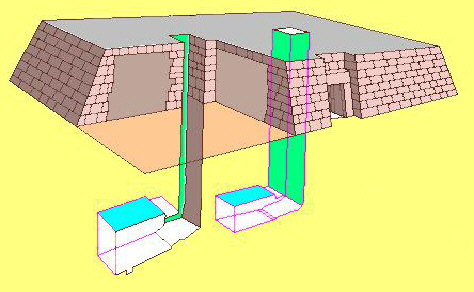
Przekrój mastaby

Mastaba (arab. ława) – rodzaj grobowca spotykanego w starożytnym Egipcie, mającego kształt ściętego ostrosłupa na prostokątnym planie.
Mastaba składa się z murowanej części nadziemnej oraz podziemnej komory grobowej, połączonych pionowym szybem, który po pogrzebie zasypywano i maskowano. 
Część nadziemna ma prostokątną podstawę, nachylone ściany, płaski wierzchołek, a wzorowana była na sypanych kopcach nagrobnych. Arabskim mieszkańcom Egiptu przypominała niskie, stawiane wzdłuż ścian wiejskich domów ławy, stąd nazwa.
Najskromniejsze mastaby w części nadziemnej zawierały ślepe wrota z podobizną zmarłego nad nimi i stołem ofiarnym przed nimi albo stelę. Późniejsze, bardziej rozbudowane składały się z wielu bogato zdobionych pomieszczeń, dziedzińców i kaplic. Umieszczano w nich posągi zmarłego (w formie posągu ka stawianego w serdabie grobowca) i jego rodziny. Część nadziemna służyła celebracji kultu pośmiertnego.
Część podziemna (często wykuta w skale) obejmuje komorę grobową wraz z wyposażeniem grobowym i sarkofagiem, w którym spoczywała mumia zmarłego. 
Idea mastaby była następująca: Skoro nie sposób utajnić przez złodziejami lokalizacji grobowca, to zrobić z niego budowlę widoczną, ale bardzo trudną do sforsowania bez zwracania na siebie uwagi. 
Mastaby stawiano już w XXXI wieku p.n.e. dla władców z I i II dynastii. W czasach Starego Państwa mastaba stała się grobem dostojników, władcy budowali dla siebie piramidy. Mastaby zlokalizowane były wówczas wokół piramid władców i tworzyły długie ulice przecinające się pod kątem prostym. Mastaby z tego okresu występują tylko wokół Memfis, przy czym u schyłku Starego Państwa budowle tego typu nie były już tak starannie budowane jak poprzednio. W tym okresie Starego Państwa nomarchowie, rosnący w siłę wraz z osłabieniem władzy centralnej, zaczęli wznosić mastaby we własnych nomach. Mastaby możnych pojawiły się znowu w okresie Średniego Państwa i znowu wokół piramid faraonów. W okresie Nowego Państwa zanikły, ustępując miejsca hypogeom.